# 新代特尔斯奥
新代特尔斯奥是德国巴伐利亚州的一个市镇。总面积33.81平方公里，总人口7797人，其中男性3568人，女性4229人（2011年12月31日），人口密度231人/平方公里。

## 友好城市
- 法國 特雷尼亚克